# بوركهارد الأول (زولرن)
بوركهارد الأول فون زولرن (دي زولورين) ، وكذلك بوركارد فون زولرن ، († 1061 ) هو أول فرد من عائلة هوهنتسولرن الشهيرة يُذكر اسمه في مصدر موثوق. نظرًا لأن الكثير لا يزال غير واضح حول أصول عائلة هوهنزولرن، فقد افترض العلماء الأوائل بشكل خاطئ، بناءً على الاسم، أن بوركهارد جاء من عائلة بورشاردينغر في العصور الوسطى.  البيانات الموثوقة تاريخياً حول أصول بوركهارد غير ممكنة.
في سجلات الراهب الرايتشناو برتولد، تم ذكر "Burchardus et Wezil de Zolorin" الذين قُتلوا عام 1061.  لا يمكن إثبات العلاقة، على الرغم من افتراض ذلك في المصادر اللاحقة.  ما إذا كان النبلاء قد وقعوا في نزاع أم لا، لم يتم توضيحه في كتابات الراهب.
يمكن أن يكون والده فريدريش، وهو كونت في سوليشغاو (يتوافق تقريبًا مع منطقة توبنغن اليوم).  إيرمنترود، ابنة الكونت بوركهارد فون نيلينبورغ، يُفترض أنها الأم.  وكان هوهنزولرن المعروف التالي هو فريدريش الأول.
1. ↑  مذكور في: النبلاء. مُعرِّف شخص في موقع "النُبلاء" (thepeerage.com): p67334.htm#i673340. باسم: Burkhard I Graf von Zollern. المُؤَلِّف: داريل روجر لوندي. لغة العمل أو لغة الاسم: الإنجليزية.
2. ↑  مُعرِّف شخص في موقع "النُبلاء" (thepeerage.com): p67334.htm#i673340. الوصول: 7 أغسطس 2020.